# Nexus Mods
Nexus Mods je stránka, která funguje jako místo pro zprostředkování modifikací (zkráceně mod) pro počítačové hry prostřednictvím tzv. modovacích manažerů (mod managers).
Tato stránka je jedním z největších míst pro hledání herních modifikací. V dubnu roku 2025 dosáhla 61,5 milionů registrovaných uživatelů a podporuje 3 608 her. Každým týdnem se tato čísla zvyšují. Nachází se zde také různá fóra pro uživatele, kde mohou spolu diskutovat a případně hledat podporu ohledně modů.
Stránka si od svého vzniku prošla několika různými verzemi. Původně vznikla jako fanouškovské místo pro The Elder Scrolls III: Morrowind v roce 2001 pod názvem Morrowind Chronicles, později Morrowind Source. S dalšími přídavky do herní série The Elder Scrolls se stránka přejmenovala na TESSource, později na TESNexus. S rostoucí podporou her mimo sérii The Elder Scrolls na Nexus, a nakonec na dnešní jméno Nexus Mods.

## Historie stránky
Nexus Mods, původním názvem Morrowind Chronicles byla fanouškovská stránka založená Robinem Scottem a jeho kamarádem v srpnu 2001. Když oba zjistili, jak je jejich stránka populární, rozhodli se založit vlastní společnost s názvem GamingSource a vytvořili k ní dodatečnou stránku TESSource, která byla založena jako místo pro nahrávání prvních modů do her ze série The Elder Scrolls. Přestože Scott pracoval na celé stránce sám ze 100%, získával pouze 50% dividend z akcií, což neodpovídalo jeho zásluhám. Po domluvě se svým obchodním partnerem se mu podařilo získat práva na samostatnou stránku TESSource, fóra a na všechny soubory. Jediné, co nedostal, byl původní zdrojový kód, který sám napsal. Kód tak musel znovu vytvořit na základě svých znalostí, a tím vznikl TESNexus. 
Scott v roce 2013 napsal na svém blogu, že Nexus bude fungovat bez možnosti jakýchkoliv veřejných nebo firemních investic. Nebude existovat žádná forma představenstva.
V prosinci 2015 bylo na stránce oznámeno, že došlo k možnému úniku uživatelských informací a uživatelům byla doporučena změna hesla. Tento únik byl následně potvrzen jako částečný, unikly totiž jen jména účtů a emailové adresy, které byly používány do července 2013.

Logo Bethesda Softworks

V roce 2016 proběhl největší redesign celé stránky na základě průzkumu a zpětné vazby od uživatelů. Nejdůležitější úpravou prošlo mobilní rozhraní, které se stalo přehlednějším.
V červnu 2016 byla na Nexus Mods implementována rozšířená systémová oprávnění, která měla upozornit zda daný mod nebyl ukraden a nahrán na jiné stránky. Tento krok učinil Robin Scott v reakci na laxní kroky v ochraně proti krádežím modů od Bethesda Softworks, společnosti stojící za vývojem herních sérií The Elder Scrolls a Fallout.
V červnu 2021 byl publikován jeden z nejkontroverznějších vývojářských blogů v historii Nexus Mods. V něm byl odhalen nový nástroj pro snadnější a rychlejší proces modování: Sbírky (Collections). Bylo také oznámeno, že autoři modů už nebudou moci požádat o plné smazání jimi vytvořeného obsahu. Nexus Mods si nechá archivní verzi jejich obsahu pro možné použití v tomto novém nástroji. Toto rozhodnutí vyvolalo mnoho stížností a nakonec byla oznámena jednoměsíční lhůta, která umožnila autorům smazat nebo stáhnout své mody z této stránky.
V lednu 2025 bylo zahájeno beta testování nového designu již zastaralých stránek. Toto testování se týkalo listu modovatelných her a jejich domovských stránek a také listu všech modů na stránce. V únoru byly tyto úpravy implementovány v omezeném rozsahu a jsou nadále upravovány díky zpětné vazbě uživatelů.

## Modifikace

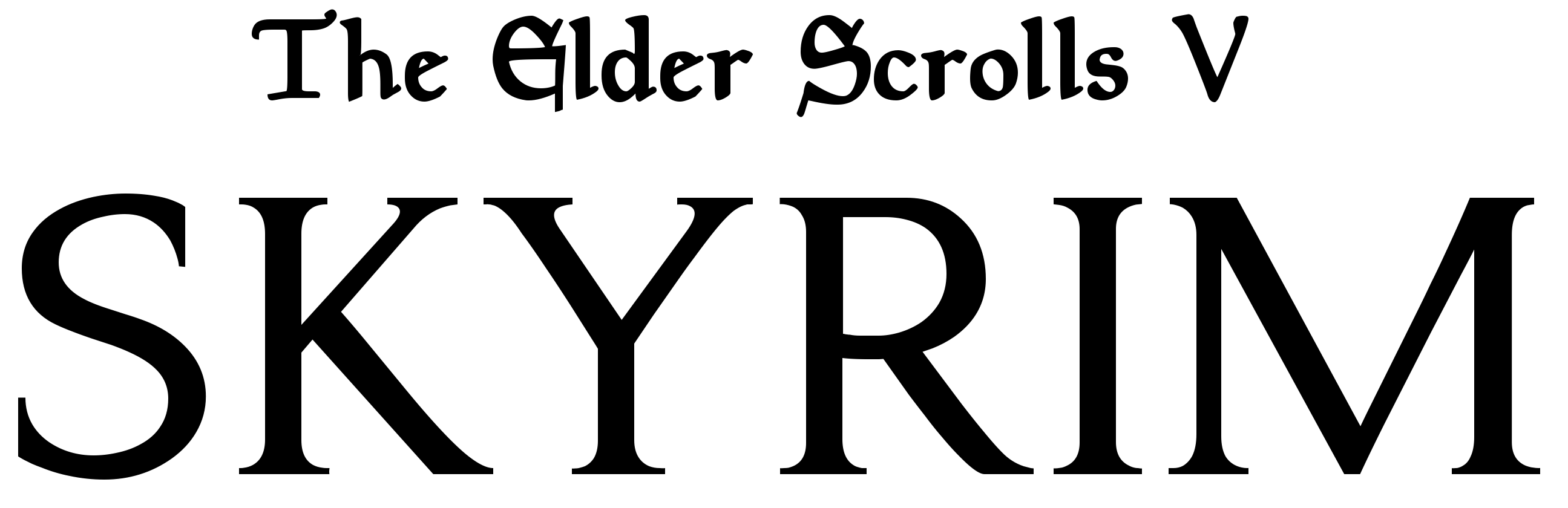
Logo hry The Elder Scrolls V - Skyrim

Mody, které jsou dostupné na této stránce umožňují měnit hry všemožnými způsoby. Může se jednat o opravu chyb, zlepšení grafiky nebo přidání nového obsahu do dané hry. Některé mody dosahují takového věhlasu, že počty jejich stažení jdou do milionů, ve výjimečných případech i desítek milionů. Informačním pokrytím těchto modů se věnují jak tvůrci na sociálních sítích, tak i herní magazíny jako PC Gamer nebo Kotaku.
V jedinečných případech se stala unikátní situace, kdy daný mod přerostl hru, kterou upravoval a stala se z něj plnohodnotná hra. Například v případě Forgotten City pro hru The Elder Scrolls V: Skyrim.

## Stránka

### Funkce
Pro stahování nebo nahrávání souborů na Nexus Mods je vyžadována registrace uživatelů, která je bezplatná. Existuje i možnost zakoupení předplatného pro získání několika bonusů, jako je rychlejší stahování, odstranění reklam nebo možnost efektivnějšího využití nástroje Sbírky (Collections). Po založení účtu získá uživatel přístup i k uživatelskému fóru.

### Podporované hry pro modifikace
S postupem času se podpora na Nexus Mods rozšířila na 3 608 her. Na hlavní stránce se jich zobrazí 12 s největším počtem vytvořených a stažených modů. Hry s největším počtem modů jsou:
- Baldur's Gate 3
- Blade & Sorcery
- Cyberpunk 2077
- Dragon Age: Origins
- Elden Ring
- Fallout 3
- Fallout 4
- Fallout: New Vegas
- Modding Tools
- Monster Hunter: World
- Morrowind
- Mount & Blade II: Bannerlord
- Oblivion
- Skyrim
- Skyrim Special Edition
- Starfield
- Stardew Valley
- The Witcher 3

## Nástroje Nexus Mods
Na Nexus Mods lze použít různé nástroje při práci s mody. Může se jednat o modovací manažery, aplikace usnadňují stahování a instalaci modifikací, editační programy pro úpravu herních mechanik nebo různé skripty pro práci s ostatními nástroji.

### Nexus Mod Manager
Nexus Mod Manager (NMM) byl open source program, který sloužil jako modovací manažer. Na jeho vývoji se podíleli tvůrci z Nexus Mods a byl jejich oficiálním nástrojem pro stahování a instalaci modů pro hry. Tento nástroj umožnil jednoduchou správu modů oproti ruční instalaci a nastavování. Podpora tohoto nástroje trvala od roku 2011 do roku 2016, kdy byl vývoj ukončen. Neoficiální verze tohoto nástroje je stále aktualizována.

### Vortex
Vortex je evoluce původního modovacího manažeru od Nexus Mods. Tento nástroj je stejně jako jeho předchůdce open source a funguje na stejném principu. Snaží se o jednoduchý proces stahování a instalace modů pro hry. K vývoji tohoto nástroje se připojil tvůrce jiného modovacího manažeru Mod Organizer (MO) s přezdívkou Tannin. Vývojáři tak mohli spojit zkušenosti z vývoje dvou odlišných modovacích manažerů a poskytnout tak nejvýkonnější a nejintuitivnější modifikační prostředí.

### Sbírky (Collections)
Sbírky (Collections) je nástroj od Nexus Mods, který umožňuje uživatelům stažení a instalaci balíčku modů zjednodušeným a zrychleným procesem. Tato funkce je určená především pro uživatele s předplatným, ale s určitými omezeními je dostupná i pro běžné uživatele.